# Beverly Pepper
Beverly Pepper   (Brooklyn i Nova York, 20 de desembre de 1922 - Todi, 5 de febrer de 2020) fou una escultora estatunidenca coneguda per les seves obres monumentals, a llocs específics en els quals practica l'art natura. L'autora es declarava independent de qualsevol moviment d'art concret.

## Estudis
Als setze anys, va entrar a l'Institut Pratt de Brooklyn per estudiar fotografia, disseny publicitari i industrial. Va assistir a classes nocturnes a la Universitat de Brooklyn, on va tenir de professor de teoria de l'art a György Kepes, qui la va introduir en l'obra de Lasló Moholy-Nagy i Man Ray. Durant la postguerra, l'any 1949 va estudiar pintura a París en l'Académie de la Gran Chaumière. Allà va assistir als tallers de Fernand Léger, d'Ossip Zadkine i Constantin Brâncuşi.

## Obra
- Longo Monolith, Hessen, Alemanya
- Cel caigut, Parc de l'Estació del Nord, Barcelona

Les seves obres les realitzava en múltiples materials des de fusta a peces de fosa, acer polit i brillant amb interiors pintats, a les seves obres es reflecteixen el paisatge que les envolta amb el que aconsegueix «invertir l'espai i omplir-lo amb el món que l'envolta». Totes les escultures realitzades per Pepper han estat exhibides a l'aire lliure. Als anys setanta va començar amb experiments d'escultures que semblaven sorgir de la terra, en aquest temps el material més emprat per l'escultura és l'acer corten que pren el color de l'òxid amb el temps.
Les obres de la natura es barregen amb materials industrials i inviten l'espectador a formar part de la mateixa obra en un ambient total (obra d'art total). L'obra Palingenesis (1993) realitzada amb ferro colat l'explica Barbara Rose com: «El tema de Palingenesis és el d'un element nascut d'un altre, expressat per una seqüència d'elements verticals que a poc a poc se separen del mur que els genera. Aquests elements verticals cada vegada estan més alliberats del seu context com els nens quan s'individualitzen dels seus pares. Aquests temes de gènesi i continuïtat són fonamentals per a la iconografia de Pepper.»
A Barcelona l'any 1987, el reflex de l'acer inoxidable dels seus treballs anteriors es va transformar en ceràmica. Com si fos un homenatge a Antoni Gaudí i Josep Maria Jujol, l'escultora va cobrir un monticle de terra amb trencadís de ceràmica brillant, emulant el parc Güell de Gaudí, i també recordant l'esquena d'un drac. Aquesta escultura, que porta per títol Cel caigut, forma part de l'agençament del nou Parc de l'Estació del Nord, que ella va dissenyar entre el 1987 i el 1992. Aquesta obra total múltiple porta per títol Sol i ombra, i està composta de les escultures integrades en la natura Cel caigut (el sol) i Espiral arbrada (l'ombra), el passadís d'entrada també cobert en trencadís, els curiosos bancs de ciment rodons i els fanals en ferro forjat. Els seus col·laboradors van ser el ceramista Joan Raventós i Vila, i els paisatgistes Carme Fiol i Andreu Arriola. A la UAB també hi ha una obra seva, amb el títol Flat Genesis.